# Lachnoptera afzelii
Lachnoptera afzelii är en fjärilsart som beskrevs av Aurivillius 1887. Lachnoptera afzelii ingår i släktet Lachnoptera och familjen praktfjärilar. Inga underarter finns listade i Catalogue of Life.